# 竹下かおり
竹下 かおり（たけした かおり、1966年11月14日 - ）は大阪府出身の女優。

## 人物
- 特技は、三味線、日本舞踊、茶道、ヨーガ（インストラクター）。
- サイズは、身長165cm、B83 W64 H83、S24.5cm
- 関西芸術座付属演劇研究所卒業。以前は月の石に所属。

## 出演

### 映画
- 「星になった少年」　　　　　　河毛俊作演出／スクリプター役
- 「それでもボクはやってない」　周防正行演出／車内中年女性役
- 「ペルセポネーの泪」 　磯部鉄平・源田泰章演出／近所のおばちゃん役
- 「エリカ38」　　　　　　　　日比遊一監督／被害者・高見役
- 「曖昧な楽園」 小辻陽平監督／雨の母役[1]
- 「Aichaku」（2024年） -Yoshiko役
- 「平坦な戦場で」（2025年公開予定）[2]

### TV
- TBS「先生のお気に入り！」　加藤浩文演出／保母役
- TBS「女相撲」　　　　　　　龍至政美演出／玉の輿関役
- テレビ東京「錦糸町パラダイス〜渋谷から一本〜」[3]
- 風のふく島 第11話（2025年3月22日、テレビ東京） - 持田美和 役[4]

### 舞台
- 「Long X‘mas Dinner」　道井直次演出／ルーシア役　　　　　　　関西芸術座
- 「奇妙な果実」　　　　　　木村光一演出／クラランスの恋人役　　　地人会
- 「近松心中物語」　　　　　蜷川幸雄演出／遊女役　　　　　　　　　ポイント東京
- 「みだれ髪」　　　　　　　木村光一演出／歌会の人役　　　　　　　松竹
- 「サナトリウム」　　　　　高野進演出／小野美智子役　　　　　　　相鉄本多劇場
- 「唐人お吉」　　　　　　　石井ふく子演出／浜の子役　　　　　　　東宝/博多座
- 「鏡花幻想」　　　　　　　江守徹演出／芸者・菊丸役　　　　　　　東宝
- 「女の一生」　　　　　　　西川信廣演出／女給・みどり役　　　　　東宝
- 「鹿鳴館」　　　　　　　　山田和也演出／夜会客役　　　　　　　　ポイント東京
- 「椿姫」　　　　　　　　　栗山昌良演出／クルチザンヌ役　　　　　松竹
- 「春は爛漫」　　　　　　　栗山民也演出／母親・シゲ役　　　　　　東宝
- 「雪の花道」　　　　　　　中畑八郎演出／ラムネ売りおばちゃん役　三越劇場
- 「おもろい女」　　　　　　本間忠良演出／浪花家夢千代役　　　　　東宝
- 「乾いて候」　　　　　　　田中林輔演出／都左京一座役　　　　　　松竹
- 「元禄めおと合戦」　　　　宮田慶子演出／長屋の主婦役　　　　　　新歌舞伎座
- 「十二夜」　　　　　　　　さとうしょう演出／チェーダ役　　　　　新歌舞伎座

### CM
- 森永ラクトフェリン／主婦役
- 三井住友不動産　　／主婦役 (東北地区限定)